# Deuel Vocational Institution
Deuel Vocational Institution (DVI) var ett delstatligt fängelse för manliga intagna och var belägen i San Joaquin County i Kalifornien i USA, mellan städerna Manteca i öst och Tracy i väst. Fängelset förvarade intagna som var klassificerade för säkerhetsnivåerna "låg" och "medel". DVI hade också ansvaret att ta hand om intag av nya intagna som skulle bedömas och placeras inom Kaliforniens fängelsesystem. Deuel hade en kapacitet på att förvara 1 681 intagna för den 21 juli 2021.
Fängelset invigdes den 6 juli 1953. Den blev utbyggd 1959, 1981 och 1993. Den 25 september 2020 meddelade Kaliforniens guvernör Gavin Newsom (D) och Kaliforniens kriminalvårdsmyndighet California Department of Corrections and Rehabilitation att Deuel skulle avvecklas och skulle vara stängd den 30 september 2021.